# Seif Wanly
Seif Wanly, Sajf Wanli (arab. سيف وانلى; właśc. Muhammad Sajf ad-Din Isma’il Muhammad Wanli, arab. محمد سيف الدين إسماعيل محمد وانلى; ur. 31 marca 1906 w Aleksandrii, zm. 15 lutego 1979 w Sztokholmie) – egipski malarz.
Urodził się w arystokratycznej rodzinie. Miał tureckie pochodzenie ze strony ojca i kaukaskie ze strony matki. Malować zaczął pod okiem Ottorino Bicchiego.
W 1936 otrzymał nagrodę Mahmuda Muchtara. W 1959 zdobył pierwszą nagrodę Alexandria Biennale. W 1977 został doktorem honoris causa Akademii Sztuk Pięknych w Kairze. Jego prace były pokazywane na wielu wystawach w Egipcie i poza nim.
Jego brat Adham (1908-1959) również był malarzem.